# Židovský hřbitov v Pohořelicích
Židovský hřbitov v Pohořelicích se nachází asi 300 m severozápadně od náměstí Svobody při Tyršově ulici (vedoucí do Cvrčovic). Má rozlohu 8682 m². Hřbitov je od roku 1964 chráněn jako kulturní památka.
V pořadí druhý židovský hřbitov v Pohořelicích byl založen zřejmě v druhé polovině 17. století a je zde zachováno celkem 250 náhrobků. Ohledně datace nejstaršího náhrobku se prameny rozcházejí. Zatímco starší literatura uvádí rok 1749, v mladší literatuře se objevuje rok 1687, resp. 1676. Pohřbívalo se zde do druhé světové války. Během ní byl hřbitov nacisty zdevastován, po osvobození opraven. Nachází se zde řada cenných náhrobků barokního a klasicistního typu.
Pohořelická židovská komunita přestala existovat v roce 1938.

## Galerie

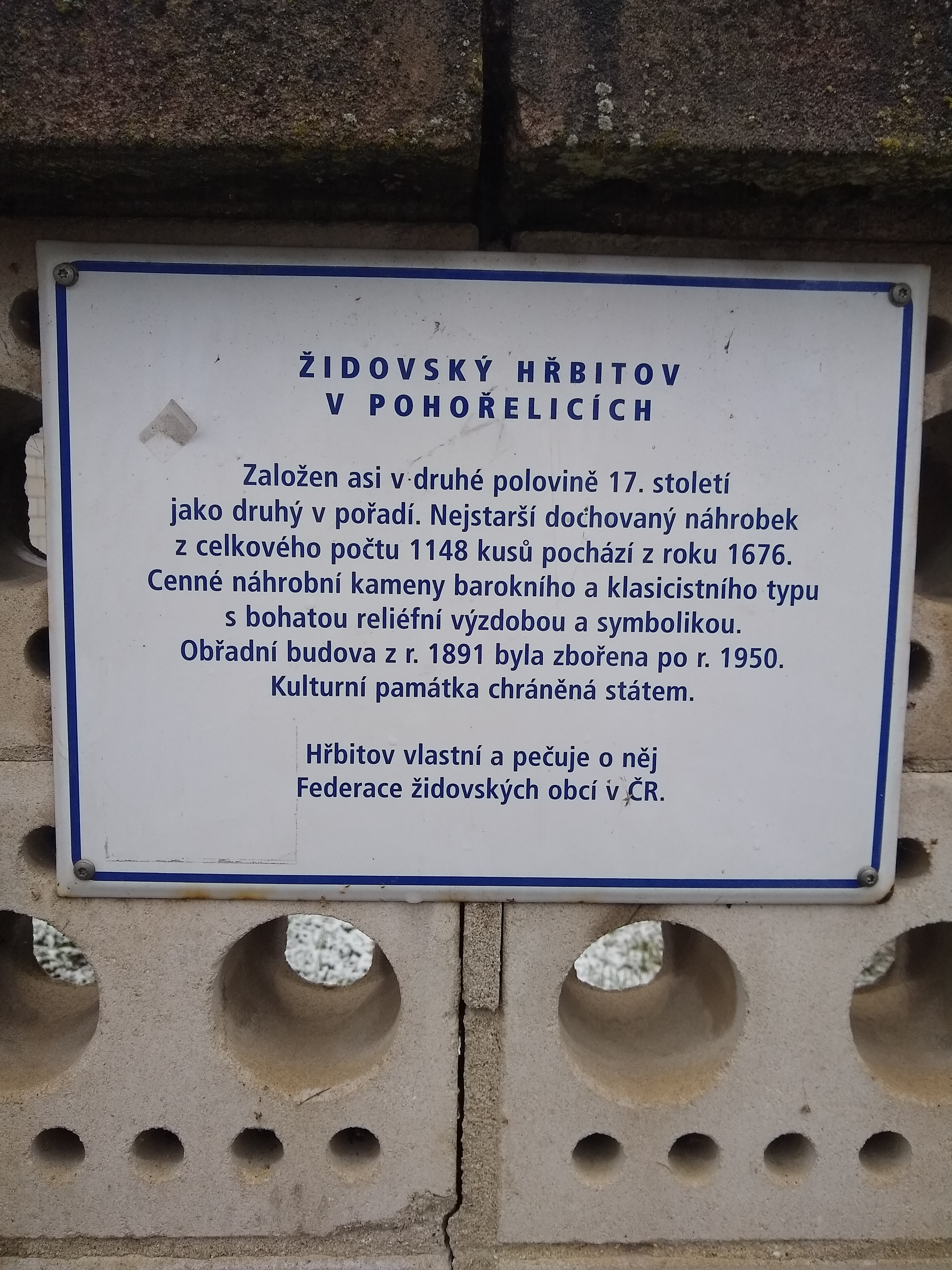
Informační tabulka na stěně židovského hřbitova při ulici Tyršově
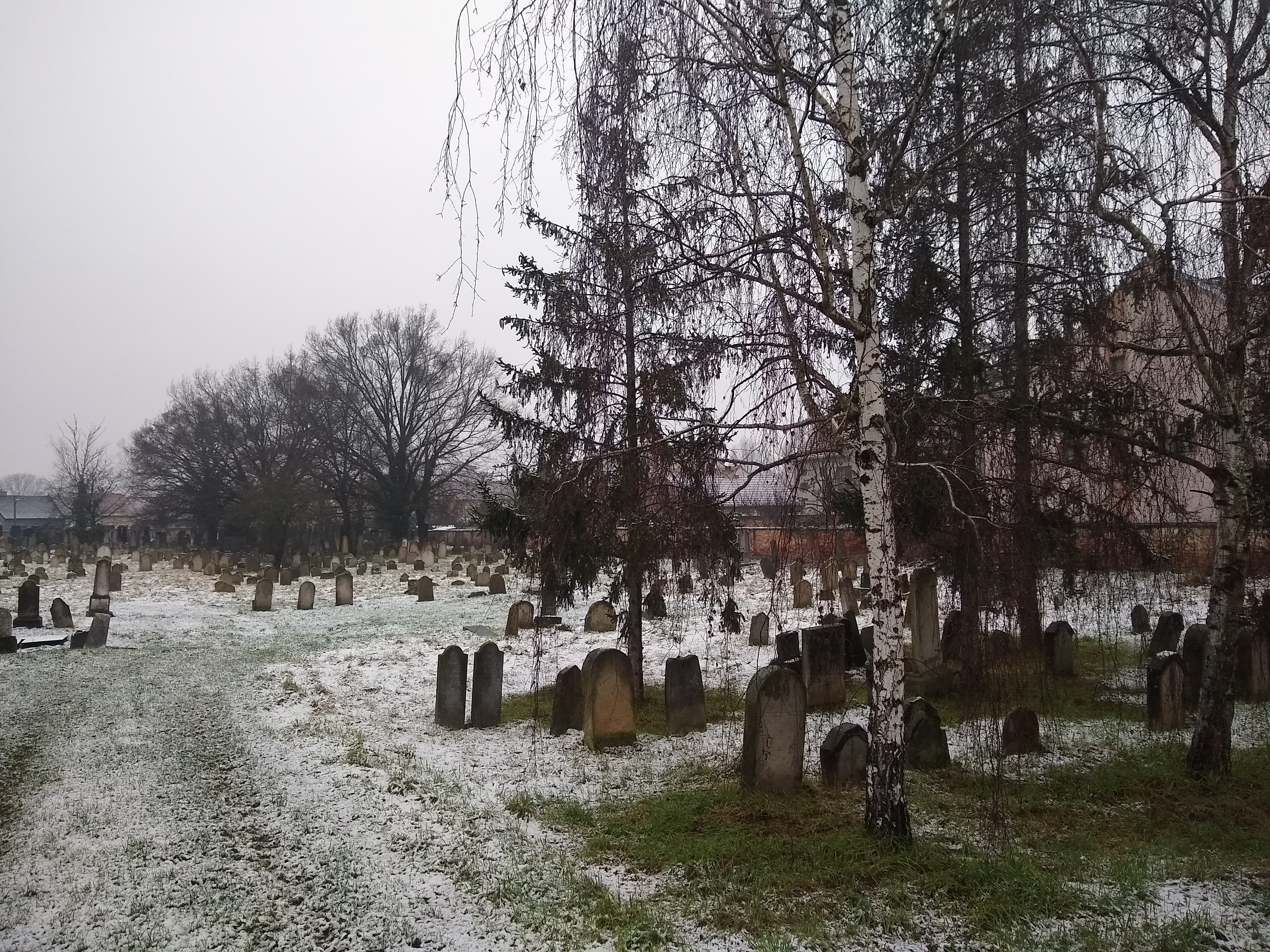
Pohled na židovský hřbitov v zimním období z ulice Tyršovy
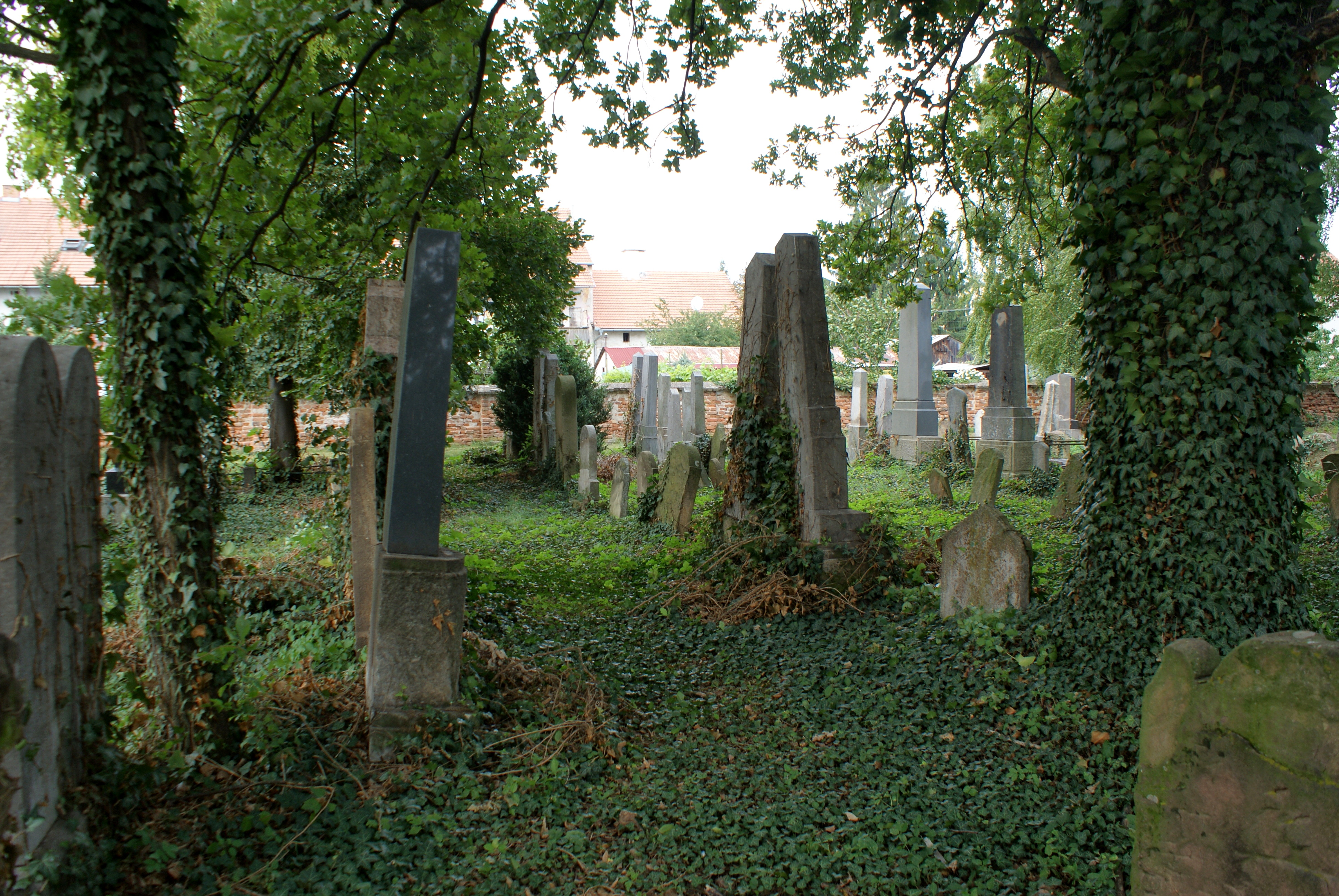
Židovský hřbitov v Pohořelicích v letním období
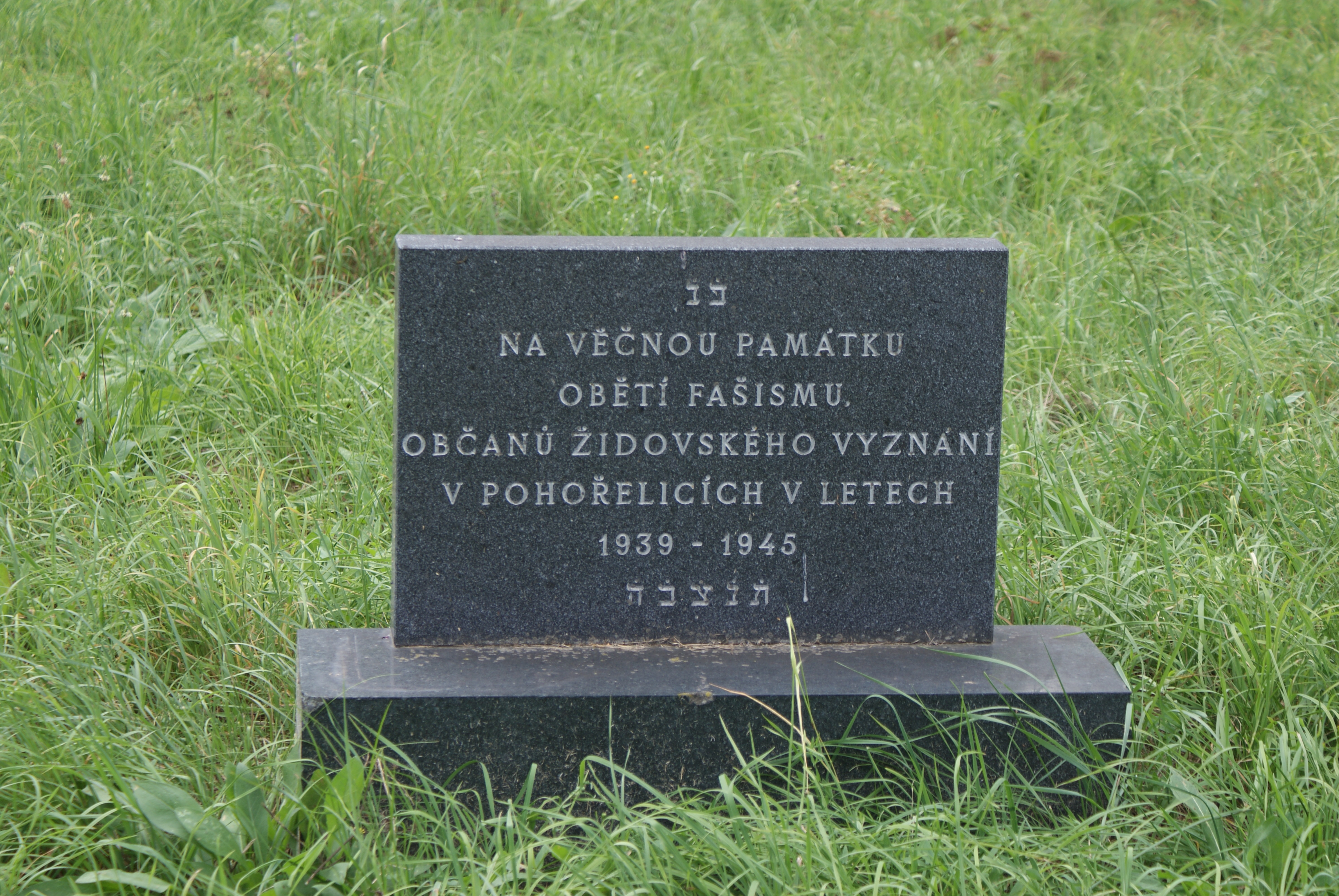
Památník v areálu židovského hřbitova
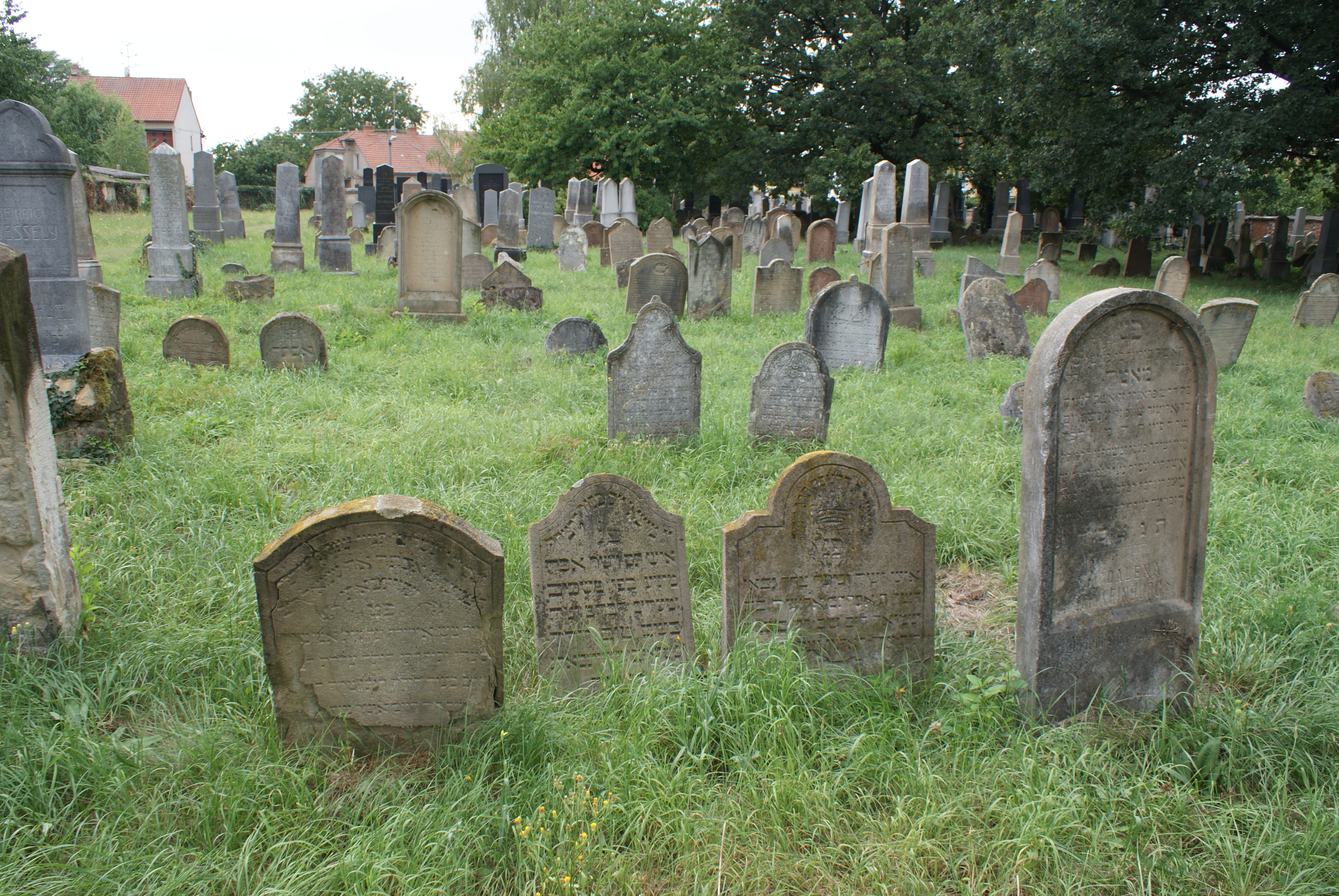
Bližší pohled na náhrobky v areálu židovského hřbitova